# БТЛ-1
БТЛ-1 (аббревиатура от броневая тепловозная летучка, модель 1) — боевой модуль бронепоезда типа БП-1.
По сути представляет собой малый бронепоезд. В бронепоезда типа БП-1 входило до 5 бронелетучек. Разработана в 1969—1970-х годах на Харьковском заводе транспортного машиностроения им. Малышева, принята на вооружение ВС СССР приказом Министра обороны СССР № 029 от 1 марта 1971 года. Всего за период серийного производства в 1971—1972 годах выпущено 42 бронелетучки.

## История
Бронелетучка БТЛ-1 была задумана как часть нового бронепоезда БП-1, разрабатывавшегося в 1969—1970 годах в период начавшегося обострения отношений с Китаем. Идеологические разногласия подталкивали китайских военных на провокации, в результате чего необходимо было срочно усиливать военное присутствие на границе с Китаем. Однако из-за малой обжитости местности практически все гарнизоны и части оказывались привязанными к единственной железнодорожной ветке — Транссибирской магистрали, а отсутствие нормальной сети автомобильных дорог затрудняло маневры и оперативное выдвижение войск в зоны боевых действий. Железнодорожная линия Транссиба пролегала всего в 70—100 км от границы с Китаем, и в случае конфликта для неё возникала непосредственная угроза. Ввиду отсутствия других магистралей Транссиб был единственным средством связи с данным районом, в сутки по нему проходило 60—70 парных поездов с грузами для Забайкалья и Дальнего Востока. Потеря магистрали означала бы блокаду не только гарнизонов, но и всего района.
С учётом особенностей местности вспомнили о бронепоездах.
Перед новым бронепоездом ставилась задача оперативного прикрытия железнодорожного полотна и прилегающих объектов на всем протяжении границы с Китаем. В первую очередь защиты требовали особо уязвимые объекты пути — путепроводы, тоннели, разъезды и т. д. — которых на протяжении границы с Китаем (порядка 4 200 км) было немало. Так появилась идея модульного бронепоезда — разделение одного «длинного» бронепоезда на несколько самостоятельных боевых частей — «коротких» бронепоездов, или бронелетучек. Тактика действий такого бронепоезда предполагала выдвижение в заданный район, где бронелетучки должны были отцепляться от основного состава и рассредотачиваться по назначенным объектам, осуществляя их прикрытие. В зависимости от поставленной задачи бронелетучки можно было использовать как независимо, так и парами, тройками, или же использовать весь бронепоезд БП-1 целиком.

## Состав
Предполагалась как модульная часть бронепоезда БП-1, что отразилось на комплектации бронелетучки. Все вспомогательные вагоны и платформы приписали к основной части бронепоезда, что позволило сосредоточить в составе бронелетучки только боевые бронеплатформы, обеспечив максимально высокую огневую мощь при минимальной длине поезда. Для передвижения отдельно от основной части бронепоезда в бронелетучке был собственный бронетепловоз.
Всего в состав бронелетучки входили:
- бронированный тепловоз ТГМ1;
- две четырехосные бронеплатформы с танком на каждой[1].

## Конструкция
Проектирование бронепоезда БП-1 было поручено КБ Харьковского завода транспортного машиностроения им. Малышева, ведущим конструктором назначен А. Д. Мандрос. Исторически завод производил паровозы (тогда назывался Харьковский паровозостроительный завод, сокращенно ХПЗ, а с 1922 года — ХПЗ имени Коминтерна), но с 1932 года завод в большей степени был перепрофилирован на выпуск военной продукции, в основном танков, гусеничных тягачей и двигателей к ним, при этом строительство паровозов продолжалось. В послевоенные годы восстановленный завод начал производство тепловозов и тепловозных двигателей, но основной продукцией оставались танки, что было связано с легендарным КБ, в котором работали Кошкин и Морозов, создавшие Т-34. К 1968 году производство тепловозов было свернуто, но опыт в разработке железнодорожной техники был весьма кстати при создании нового бронепоезда, собственно, как и опыт в танкостроении.
Уже в середине Великой Отечественной войны становилась все более очевидной бесперспективность существовавших на то время бронепоездов: возросшая на порядки за время войны мощь артиллерии, в первую очередь противотанковой, предъявляла все более жёсткие требования к бронированию техники. Легкая броня бронепоездов с трудом могла защитить экипаж от легкой артиллерии, тогда как большие габариты броневагонов и ограниченные возможности передвижения (только по железной дороге) делали их весьма лёгкой добычей. Увеличивать бронирование вагонов не представлялось возможным, так как возможности железнодорожного полотна накладывали ограничения на максимальный вес вагонов и составов, к тому же большинство повреждённых путей в военных условиях восстанавливались подручными средствами и как можно быстрее, что ещё больше снижало максимально допустимый вес.
При разработке артиллерийских вагонов для бронелетучки конструкторы ХЗТМ позаимствовали идею немецких инженеров нацистской Германии, поставивших в состав своих бронепоездов обычные железнодорожные платформы и установив на них серийные танки. Такой вариант сразу же решал несколько задач:
- броневагон с артиллерией в виде танка отвечал большинству поставленных параметров: броневагон получался довольно компактным, низким по профилю, с мощным вооружением и мощной броней, при этом массу вагона можно было варьировать путём смены установленного на платформе танка;
- использование стандартных железнодорожных платформ и имевшихся в наличии танков сокращало время разработки и создания новых броневагонов и бронепоезда в целом;
- использование танков в качестве артиллерии позволяло очень быстро заменять артиллерийское вооружение бронелетучки: достаточно было поставить на платформу другой танк (взамен повреждённого или в качестве замены на более новые танки в перспективе), при этом можно было использовать танки с поломанной ходовой частью, при условии что башня и пушка в рабочем состоянии;
- установленные на железнодорожных платформах танки при наличии спускных аппарелей могли съезжать и двигаться своим ходом, что расширяло радиус действия бронелетучки и частично отвязывало огневую мощь от железнодорожных путей.

С одной стороны платформы располагались откидные аппарели для погрузки и разгрузки танков, с другой стороны размещался бронекороб для внештатного десанта. Бронекороба имели в стенах бойницы, прикрытые снаружи отодвигающимися заслонками, и командирскую башенку со смотровым перископическим прибором. Для связи внутри бронекороба устанавливались KB и УКВ-радиостанции. При необходимости бронекороба можно было снять с платформы, освобождая место под груз. Также в бронекоробах можно было размещать дополнительный боезапас.
Бронекороб был выполнен из стальных бронелистов толщиной 16 мм. Колёсные тележки и тормозная система платформы закрывались бронефартуками толщиной 6 мм.
Обе бронеплатформы были идентичны. Бронетепловоз располагался посередине, бронеплатформы размещались по краям бронекоробами к бронетепловозу и, соответственно, спускными аппарелями с внешней стороны. Конструкция бронеплатформы фактически и определила их количество в составе бронелетучки: без расцепления вагонов спуск танков возможен только с крайних платформ.
В качестве бронетепловоза был выбран серийный маневровый тепловоз ТГМ1. Отказ от электротяги для бронелетучки был ещё более очевиден, чем для бронепоезда БП-1: если бронепоезд передвигался в основном по магистральным путям, то бронелетучки предполагалось использовать на любых возможных путях, включая подъездные, временные и заброшенные, где электрификации попросту нет. Малое количество вагонов в составе бронелетучки вполне позволяло использовать маневровый тепловоз, который по габаритам значительно меньше магистрального.
В отличие от тепловоза ТГ16, в конструкции которого были внесены изменения, используемый в бронелетучках ТГМ1 конструктивно фактически не отличается от серийных: его просто «обшили» внешней броней. Особо следует отметить открытые проходы вдоль корпуса на серийном ТГМ1, которые в бронетепловозе сделаны закрытыми: на месте внешних поручней установлены бронеплиты, образуя два бронекороба для десанта. В стенах бронекоробов имелись закрываемые бойницы для стрельбы из автоматов/пулемётов, такие же как в бронекоробах на бронеплатформах. Новый бронированный тепловоз получил обозначение ТМ.
Бронирование кабины машинистов и внешние стены бронекоробов были выполнены из бронелистов толщиной 16 мм, остальное бронирование (машинное отделение, нижние фартуки) — 6 мм.
Для внешней связи в бронетепловозе устанавливались радиостанции Р-130, Р-123, ЖР-ЗМ, для внутренней — танковое переговорное устройство Р-124.
Максимальная скорость бронелетучки составляла 50 км/ч, запас хода — 600 км.

## Экипаж
Штатный экипаж бронелетучки составлял 22 человека (взвод):
- командир бронелетучки;
- радист;
- санинструктор;
- локомотивная бригада: два машиниста;
- экипажи танков: два × 4 танкиста;
- десант: 9 десантников.

Весь личный состав, за исключением экипажей танков и десанта, размещался в бронетепловозе.
При использовании на бронеплатформах танков с нерабочей ходовой частью место механика-водителя оставляли незанятым, сокращая экипаж танка до трёх человек.
При необходимости в бронекоробах на бронеплатформах размещался дополнительный внештатный десант, до 8 человек в каждом бронекоробе.

## Вооружение
Основное вооружение бронелетучек составляли танки на бронеплатформах. В качестве танков для бронелетучек проектом предполагались Т-54Б, однако в процессе эксплуатации на бронелетучках использовались любые имеющиеся в наличии танки, включая Т-55 и Т-62. В боекомплект каждого танка Т-54 входили 34, Т-55 — 43, а у Т-62 — 40 выстрелов к пушке; 500—300 патронов к зенитному пулемёту ДШКМ, 3000, 3500 или 2500 патронов к пулемёт(у)ам ПКТ. Кроме того, в каждом танке укладывались автомат АК/АКМ с боекомплектом 300 патронов, 20 ручных гранат и сигнальный пистолет с 20 патронами.
В бронетепловозе укладывались 12 автоматов АК/АКМ с боекомплектом 3600 патронов, два ручных пулемёта РПК с 2000 патронами, два ручных противотанковых гранатомета РПГ-7 с 40 выстрелами к ним, два ПЗРК «Стрела-2» с 4 ракетами и снайперская винтовка СВД с 200 патронами.
Также в состав бронелетучки мог входить дополнительный десант со штатным вооружением, размещаемый в бронекоробах на бронеплатформах.